# ミズトアブラハイム
『ミズトアブラハイム』は、TBS系列で放送された特別番組である。

## 概要
高温の油に水を入れたら油がはねるように、対極の個性を持つ、「水と油」な人々がルームシェアしているのを紹介する番組。

## 出演者

### オーナー
- 有吉弘行
- 青木裕子（TBSアナウンサー）

## ラインナップ
- 超潔癖男（坂上忍）×片付けられないゴミ女
- 東大童貞男×AV女優（晶エリー (別名、新井エリー、大沢佑香) ）
- 熱狂的AKB48ファン×現役アイドル

## ネット局
| 放送対象地域   | 放送局                | 系列    | 放送日時                     | 遅れ日数   |
| -------------- | --------------------- | ------- | ---------------------------- | ---------- |
| 関東広域圏     | TBSテレビ（TBS）      | TBS系列 | 2012年4月6日 0:15 - 1:15     | 制作局     |
| 山形県         | テレビユー山形（TUY） | TBS系列 | 2012年4月6日 0:15 - 1:15     | 同時ネット |
| 静岡県         | 静岡放送（SBS）       | TBS系列 | 2012年4月6日 0:15 - 1:15     | 同時ネット |
| 福岡県         | RKB毎日放送（RKB）    | TBS系列 | 2012年4月6日 0:15 - 1:15     | 同時ネット |
| 沖縄県         | 琉球放送（RBC）       | TBS系列 | 2012年4月6日 0:15 - 1:15     | 同時ネット |
| 北海道         | 北海道放送（HBC）     | TBS系列 | 2012年4月17日 0:20 - 1:21    | 12日遅れ   |
| 青森県         | 青森テレビ（ATV）     | TBS系列 | 2012年4月18日 23:50 - 翌0:50 | 13日遅れ   |
| 岡山県・香川県 | 山陽放送（RSK）       | TBS系列 | 2012年4月19日 0:50 - 1:50    | 14日遅れ   |
| 大分県         | 大分放送（OBS）       | TBS系列 | 2012年5月8日 0:45 - 1:45     | 33日遅れ   |
| 宮城県         | 東北放送（TBC）       | TBS系列 | 2012年7月6日 0:05 - 1:05     | 92日遅れ   |
| 広島県         | 中国放送（RCC）       | TBS系列 | 2012年7月20日 0:50 - 1:50    | 106日遅れ  |
| 福島県         | テレビユー福島（TUF） | TBS系列 | 2012年8月16日 0:41 - 1:41    | 133日遅れ  |

## スタッフ
- 構成：渡辺健久、興津豪乃、布広太一、村上洋賢
- ブレーン：奥村達哉
- TM：金澤健一
- CAM：中野啓
- VE：下山剛士（下山剛司）
- 音声：宇野仁美
- 照明：中川剛
- ロケ技術：SWISH JAPAN
- 美術プロデューサー：山口智広
- 美術デザイナー：齋藤傑
- 美術制作：羽田一成
- 装置：金田修一
- 電飾：阿部達矢
- 装飾：深山健太郎
- メイク：好村恵美理、ViViD
- 編集：関美幸
- MA：市川徹
- 音響効果：福永真弓（ZACK）
- 技術協力：東通、サウンド ユニバース
- CG：GOODJOB
- ナレーター：小野寺一歩
- リサーチ：スコープ
- 編成：坂田栄治
- 宣伝：本田三奈
- ディレクター：林博史、有田武史、酒井甚哉、鈴木真仁
- プロデューサー：西川永哲、富田好美
- 総合演出：高田脩
- 製作著作：TBS